# Postfotografia
La postfotografia és un terme utilitzat per alguns teòrics de la imatge que designa una època o context en què la fotografia tradicional es desprèn del seu ús original per tal d'esdevenir una altra cosa. S'entén que el canvi de pel·lícula fotogràfica al píxel, sumat a l'establiment d'Internet i l'auge de les xarxes socials ha comportat tot un canvi de paradigma, en el qual el concepte de “fotografia” canvia tant, que ja no es pot denominar de la mateixa manera.
Quan neix la fotografia, funciona com a mitjà de representació de la realitat: és un testimoni, un document històric que reflecteix un tros de realitat. Al llarg del segle XX pren importància el fotoperiodisme, que aporta fotografies que plasmen els esdeveniments més importants de la història. A la segona meitat del segle xx, amb els avenços tecnològics i amb la irrupció del píxel, es popularitza la imatge digital. El que comporta la digitalització de la imatge són essencialment dos grans canvis: la inserció de la fotografia instantània en la vida quotidiana i l'excés de producció d'imatges. Amb aquestes premisses, la fotografia contemporània topa amb una societat postmoderna, de cultura lliure, on és recurrent l'apropiació i la remescla (o mashup) d'obres existents de diferents èpoques i estils. És aleshores quan canvia la concepció social de la fotografia o imatge i, en comptes de parlar de fotografia, parlem de postfotografia.

## Idees clau
Tot i que no hi ha una definició absoluta del que és la postfotografia, hi ha una sèrie d'idees al voltant de les quals s'articula el concepte de la fotografia després de la fotografia.
- La fotografia ja no ha de ser fidel a la realitat. Pren més protagonisme la postproducció que la producció de la imatge. La manipulació de les imatges ha esdevingut un recurs recorrent. No només per tal d'ajustar les imatges a una realitat ideal, sinó per desviar-se'n completament: ja no té sentit buscar-hi realisme. L'art de la fotografia ja no radica en la producció de la imatge, sinó en els valors o significats que se'n puguin treure. En la nostra societat prevalen les aparences sobre la realitat, per tant, és lògic que actuem sobre les imatges en comptes d'actuar sobre la realitat mateixa.[3]
- Ens trobem en un bombardeig constant d'imatges. De cada fotografia que es podria fer, possiblement ja n'hi ha un munt d'iguals. La tendència, per tant, ja no és tant de produir des de zero, sinó de fer alguna cosa amb tot allò que ja hi és. Amb aquesta acumulació de material preexistent, sovint es dona el cas que les obres fotogràfiques parteixen de les fotografies d'una altra persona.[2] Les imatges deixen de tenir un sentit autònom, i s'articulen entre elles per explicar alguna cosa com a conjunt.[4]
- El gest fotogràfic es converteix en un acte comunicatiu. La fotografia passa de ser allò que guarda la vivència a ser la vivència en si. Passa de tenir un ús de document històric, a un ús més aviat comunicatiu. Això queda il·lustrat pel fet que amb el dispositiu mòbil sovint s'envien fotografies en comptes de text per comunicar alguna cosa. Per això no resulta estrany que els líders del mercat de càmeres siguin empreses fabricants de mòbils.

“Hoy día, la empresa líder, que sitúa en el mercado el mayor número de cámaras, no es ninguna de las tradicionales firmas japonesas como Canon, Nikon u Olympus, sino Nokia. La industria de la telefonía marca el rumbo de la fotografía: lo primordial ya no es imprimir la imagen, sino enviarla”.
- Som tots productors, alhora que consumidors, però produïm en excés. Això comporta que acabem produint moltes més imatges de les que som capaços de consumir.[6]

## Aportacions importants
- Joan Fontcuberta. És fotògraf, crític, teòric de la imatge i professor de Comunicació Audiovisual. Ha realitzat diverses exposicions i ha publicat diferents llibres sobre la postfotografia (com ara El Beso de Judas, La cámara de Pandora o La Furia de las Imágenes). L'any 2011 publica a La Vanguardia "Por un manifiesto posfotográfico".[7] Aquest manifest conté un decàleg sobre la postfotografia:

Com opera la creació radical postfotogràfica? Aquesta seria una proposta plausible expressada de forma tan sumària com contundent:
1. Sobre el paper de l'artista: ja no es tracta de produir les obres sinó de prescriure els sentits.
2. Sobre l'actuació de l'artista: l'artista es confon amb el curador, el col·leccionista, el docent, l'historiador de l'art, el teòric... (qualsevol faceta en l'art camaleònicament autoral).
3. En la responsabilitat de l'artista: s'imposa una ecologia d'allò visual que penalitzarà la saturació i encoratjarà el reciclatge.
4. En la funció de les imatges: preval la circulació i gestió de la imatge sobre el contingut de la imatge.
5. En la filosofia de l'art: es deslegitimen els discursos d'originalitat i es normalitzen les pràctiques apropiacionistes.
6. En la dialèctica del subjecte: l'autor es camufla o està als núvols (per reformular els models d'autoria: coautoria, creació col·laborativa, interactivitat, anonimats estratègics i obres orfes).
7. En la dialèctica d'allò social: superació de les tensions entre allò privat i allò públic.
8. En l'horitzó de l'art: es donarà més joc als aspectes lúdics en detriment d'un arte hegemònic que ha fet de l'anhedonia (allò solemne + allò avorrit) la seva bandera.
9. En l'experiència de l'art: es privilegien pràctiques de creació que ens habituaran a la despossessió: compartir és millor que posseir.
10. En la política de l'art: no rendir-se al glamur i al consum per inscriure's en l'acció d'agitar consciències. En un moment en què prepondera un art convertit en mer gènere de la cultura, obcecat en la producció de mercaderies artístiques i que es regeix per les lleis del mercat i la indústria de l'entretenimient, pot estar bé treure'l de sota dels focus i de sobre de les catifes vermelles per tornar-lo a les trinxeres.[7]

- Robert Shore. És periodista i autor britànic, editor de l'Elephant Magazine. Publica el llibre Post-Photography: The Artist with a Camera, on presenta una sèrie d'artistes que experimenten amb diferents formes de postfotografia, sigui utilitzant la manipulació digital o bé fent collages amb fotografies col·leccionades.